# Oscar Hernández (Musiker)
Oscar Hernández (* 22. März 1954 in der Bronx) ist ein US-amerikanischer Pianist, Bandleader, Produzent und Arrangeur von Salsa und Latin Jazz.

## Leben und Wirken
Hernández’ Familie wanderte in den 1940er Jahren aus Puerto Rico in die Bronx ein. Er wuchs in einem Ghetto auf unter ärmlichen Verhältnissen. In seiner Jugend war er von Tito Puente, Tito Rodríguez und Willie Colón beeinflusst sowie von Ray Barretto, Eddie Palmieri und Richie Ray. Er lernte erst Trompete und dann Klavier, das er sich weitgehend autodidaktisch beibrachte. Sein Aufnahmedebüt machte er mit Joey Pastrana and La Conquistadora. 1972 spielte er mit Ismael Miranda und danach mit Ray Barretto, auf dessen Rican/Struction er zu hören ist. In dieser Zeit erhält er auch Impulse aus dem Bebop (Charlie Parker, Dizzy Gillespie).
Anfang der 1980er Jahre begann eine Zusammenarbeit mit Rubén Blades, mit dessen Seis Del Solar er spielte. Er wurde musikalischer Direktor dieser Band, in der er auch Klavier spielte und mit der er viel aufnahm (als Ko-Leader auf Decision und Alternate Roots). Nebenbei machte er einen Bachelor-Abschluss in Musik an der City University of New York.
Er spielte auch mit Tito Puente, Celia Cruz, Julio Iglesias, Willie Colón, Daniel Ponce, Rafael Dejesus, Eddie Torres, Earl Klugh, Dave Valentin, Kirsty MacColl, Pete Rodriguez, Juan Luis Guerra, Oscar D’León und anderen. Für Paul Simon arrangierte er für dessen Broadway Musical The Capeman. Er arbeitet auch viel als Studiomusiker (z. B. in Sex and the City).
Schließlich gründete er 2001 sein eigenes Spanish Harlem Orchestra (SHO). Es erhielt 2002 für sein Debütalbum Un Gran Dia En El Barrio  eine Grammy-Nominierung als Bestes Salsa-Album und 2003 den Latin Billboard Award für das Salsa-Album des Jahres und die beste Newcomer Gruppe. 2005 gewann das Ensemble mit Across 110th Street einen Grammy für das beste Salsa-Album. Weitere Alben der Band waren United We Swing (2007, auch Grammy nominiert) und Viva La Tradicion (2010).
Hernández leitete auch ein AllStar-Salsa-Orchester in Los Angeles und tritt mit seinem Latin Jazz Quintet auf. Er arrangierte und leitete Orchester für eine Reihe Stars der Latin Music.

## Diskographische Hinweise
- Oscar Hernández & Alma Libre: Love the Moment (Origin, 2019)